# 宮崎儀太郎
宮崎 儀太郎（みやざき ぎたろう、1917年（大正6年）6月19日 - 1942年（昭和17年）6月1日）は、大日本帝国海軍の軍人、海軍航空隊戦闘機搭乗員。
最終階級は飛行特務中尉（戦死により二階級特進）。撃墜数13機（中国で2機、太平洋で11機）

## 生涯
1933年（昭和8年）6月1日、「第4期飛行予科練習生」（乙飛）を志願し横須賀海軍航空隊（以下、横空）に入隊。
1937年（昭和12年）5月、飛行練習生課程を修了し三空曹昇進、佐伯海軍航空隊、ついで高雄海軍航空隊に配属された。
1938年（昭和13年）9月、第十二航空隊附として日中戦争に出動するが、既に敵影なく、空戦の機会はなかった。10月5日、漢口攻撃でI-16を1機初撃墜。この時、僚機の坂井三郎も同じく初撃墜を記録している。
翌年6月、横空教官に転じ、高雄空を経て1941年（昭和16年）4月に再び十二空附として漢口王家墩飛行場に進出するもめぼしい戦果なく、8月11日、成都攻撃で共同撃墜1。
10月、飛曹長進級と同時に台湾の台南基地に新設された台南海軍航空隊（以下、台南空）に配属された。12月8日開戦初日、フィリピン・ルソン島のクラーク空軍基地攻撃に参加し、宮崎は第三中隊（浅井正雄大尉）の第二小隊で、一番機（小隊長）として出撃。1機撃墜を報告する。引き続き小隊長としてフィリピン島攻撃、蘭印航空戦に参加。
1942年（昭和17年）4月1日、台南空は第25航空戦隊に編入され、ニューブリテン島のラバウル方面に移動する。4月16日、ラバウルへの進出を完了させる。17日、更にラバウルの前進基地となるニューギニア島東部のラエ基地に進出。6月1日、病気を押してポートモレスビー攻撃に陸攻隊ともに参加した際、奇襲した敵戦闘機1機の射撃を受け発火、そのまま乗機が空中で爆発し死亡した。2階級特進して飛行特務中尉となる。空戦回数37回、小隊戦果として撃墜数44、炎上6、撃破30。
痩身ながらも柔道2段で、腕相撲は台南空随一であったという。

## 参考
- 秦 郁彦, 伊沢 保穂『日本海軍戦闘機隊〈2〉エース列伝』大日本絵画、2011年。ISBN 978-4-499-23045-2。